# Falcatidae
Famille
Les Falcatidae (falcatidés en français) constituent une famille éteinte de poissons cartilagineux de l'ordre des Symmoriida. La famille est connue en Amérique du Nord, en Russie, en Europe et en Chine où elle a prospéré au cours du Carbonifère et au début du Permien, il y a environ entre −345 et −290 Ma (millions d'années).
Cependant la découverte en 2013 d'une dent de Falcatidae dans le Crétacé inférieur (Valanginien), près de la commune française de Ganges située dans le département de l'Hérault dans le sud de la France, démontre que ces poissons ont survécu à l'extinction de la fin du Permien et ont vécu encore au moins 120 Ma de plus.
Cette dent découverte dans des sédiments déposés dans un environnement de plateforme externe relativement profonde démontre que des espèces ont utilisé les zones marines profondes comme refuge leur permettant de survivre à des catastrophes exceptionnelles comme la grande extinction de la fin du Permien.

## Description

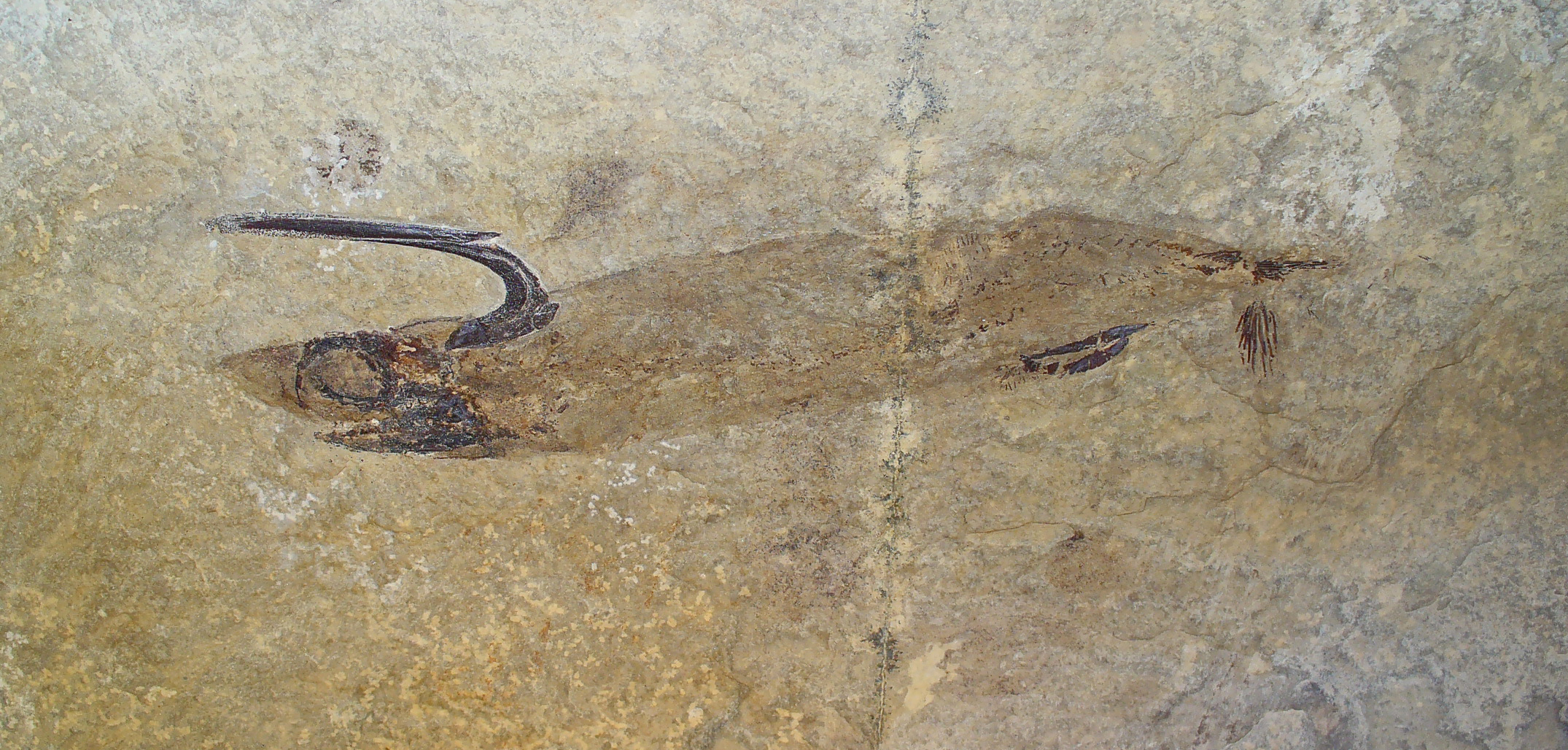
Fossile de Falcatus falcatus du Calcaire de Bear Gulch au Montana.

Avec les familles voisines des Stethacanthidae et des Symmoriidae, les Falcatidae forment l'ordre des Symmoriida, caractérisé par la présence à la base des nageoires pectorales d'un appendice cartilagineux plus ou moins allongé.
L'espèce la mieux connue est Falcatus falcatus. Elle provient du Lagerstätte d'âge Mississippien du Calcaire de Bear Gulch dans le Montana (États-Unis). La principale caractéristique de ce petit falcatidé est la présence, chez le mâle, d'une grande épine saillante vers l'avant à la place de la nageoire dorsale antérieure. On retrouve un type identique d'épine sur le genre de plus grande taille Damocles.

## Liste des genres et espèces
- † Falcatus falcatus ;
- † Damocles serratus ; proche, en plus grand, de Falcatus falcatus[4],[3] ;
- † Denaea ;
- † Ozarcus...